# 埃德罗索
埃德罗索是葡萄牙布拉干萨区的一个堂区。总面积12.29平方公里，总人口131人，人口密度10.7人/平方公里。